# Maria von Antiochia-Armenien
Maria von Antiochia-Armenien (* 1215; † nach 1248) war eine antiochenische Prinzessin, Thronprätendentin von Armenien und Herrin von Toron, sowie durch Ehe Herrin von Tyrus.
Sie war die jüngere Tochter des Fürsten Raimund II. Ruben von Antiochia und seiner Gattin Helvis von Lusignan, der Tochter König Amalrichs von Zypern-Jerusalem. Ihr Vater hatte umstrittene erbliche Ansprüche auf den Thron des Fürstentums Antiochia und des Königreichs Kleinarmenien, konnte diese aber letztlich nicht durchsetzen. So regierte er nur von 1216 bis 1219 in Antiochia und starb 1222 in einem kleinarmenischen Kerker.
Ihre Großmutter väterlicherseits, Alice von Armenien, konnte infolge des Friedens von Jaffa 1229 nach einem Rechtsstreit ihre Erbansprüche auf das von den Muslimen geräumte Toron durchsetzen und den Besitz dieser Herrschaft erlangen, die sie bei ihrem Tod an Maria vererbte. Marias ältere Schwester Eschiva, war zu diesem Zeitpunkt bereits verstorben. Toron war allerdings 1239 wieder von den Muslimen besetzt worden. 1240, als das Heer des Kreuzzugs der Barone in Palästina weilte, heiratete Maria den französischen Kreuzritter Philipp von Montfort, der, als die Muslime Toron im Winter 1240/41 im Rahmen des Kreuzzugs wieder friedlich zurückgaben, aus ihrem Recht die Belehnung mit Toron erwirkte. 1246 wurde Philipp auch Herr von Tyrus.

## Nachkommen
Mit Philipp von Montfort hatte sie zwei Söhne:
- Johann von Montfort († 1283) Herr von Tyrus und Toron, ⚭ 1268 Margarethe von Lusignan, Titularfürstin von Antiochia
- Humfried von Montfort († 1284) Herr von Tyrus, Titularherr von Toron ⚭ 1270 Eschiva von Ibelin, Herrin von Beirut und Lapithos (Zypern)